# Krishnananda

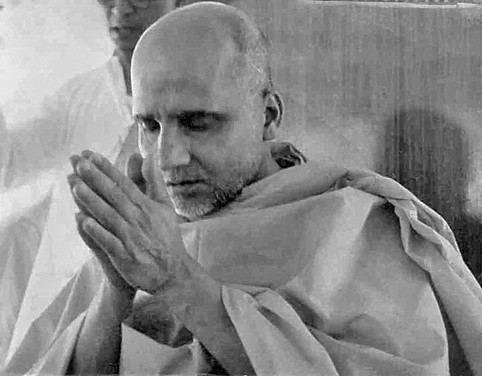
Krishnananda in 1975

Swami Krishnananda, geboren als Subbaraya, (25 april 1922 - 23 november 2001) was een goeroe uit India uit een streng orthodoxe Brahmaanse familie. Hij was een student van de Swami Sivananda, oprichter van de Divine Life Society en was zelf secretaris-generaal van deze gemeenschap van 1961 tot 2001. Swami Krishnananda schreef verschillende boeken over metafysica, psychologie en sociologie.
- Biblioteca Nacional de España: XX1081910
- Bibliothèque nationale de France: cb12067048c (data)
- Gemeinsame Normdatei: 111670470
- International Standard Name Identifier: 0000 0001 0813 5151
- Library of Congress Control Number: n84029359
- Nationale Bibliotheek van Tsjechië: jn20000810111
- Nationale Bibliotheek van Israël: 987007276955205171
- Nederlandse Thesaurus van Auteursnamen: 074716530
- Istituto Centrale per il Catalogo Unico: CFIV339673
- Trove: 896646
- Virtual International Authority File: 417681
- WorldCat: E39PBJktk948BDKjfFfFPDRYfq